# Даглас DC-6
Даглас DC-6 (енгл. Douglas DC-6) је четворомоторни транспортни авион, погоњен клипним моторима, кога је пројерковала и производила фирма Даглас еркрафт компани од 1946. до 1958. године. Првобитно је пројектован као војни транспортни авион, да би га након Другог светског рата препројектовали у путнички авион за интерконтинентални превоз путника и на тај начин је конкурисао чувеном Локидовом Констелејшену. Као војни авион је био означен као Ц-118 Лифтмастер.

## Пројектовање и развој
Ратно ваздухопловство САД је одобрило 1944. године развој авиона DC-6 под називом XC-112. Пројектни захтев је био: већи авион од C-54, са снажнијим моторима и кабином под притиском. Пошто се рат завршио док је трајало пројектовање, војска је одустала од овог авиона па га је Даглас преиначио у интерконтинентални путнички авион. Први путнички авион Даглас DC-6 је имао 54 седишта, али је касније на захтев авио-компанија тај број, увођењем мањих седишта, повећан на 102, а да се није битније утицало на комфор путника.
Прототип је полетео 15. фебруара 1946. године, а америчке авио компаније су показале велико интересовање за овај авион још док је авион био у фази пројектовања. Прва поруџбина датира још из септембра 1944. године, а први производени DC-6 је полетео у јуну 1946. године, да би га Унитед Аир Линес (United Air Lines), увео у своју флоту 27. априла 1947. године. Почетно коришћење овог авиона није ишло глатко, дошло је до два пожара у авиону у току лета а један од њих са фаталним последицама. Пожар је проузроковало цурење горива на доводу урађаја за грејање кабине.

### Технички опис
DC-6 је нискокрилни путнички авион металне конструкције са четири мотора на крилима авиона. Труп авиона је кружног попречног пресека монокок конструкције. На почетку трупа се налазила кабина пилота са два седишта једно поред другог, иза пилотске кабине налази се простор за навигатора и стјуардесу и нуспорсторије (чајна кухиња и остава за храну), затим путничка кабина са две колоне седишта и пролазом кроз средину кабине (у сваком реду је било по четири седишта по два са сваке стране пролаза). Код путничких авиона унутрашњост путничке кабине је изолована од буке и вибрација. Са сваке стране трупа налази се четрнаест правоугаоних прозора. Врата за улаз и излаз из авиона су се налазила негде око средине трупа иза крила авиона са леве стране авиона. Путничка варијанта је поред врата за улаз и излаз имала још четири излаза на трупу авиона за случај опасности и хитног напуштања авиона. У репу авиона су се налазили санитарни простор и пртљажник. Испод пода кабине се налазио пртљажни простор.
За погон авиона су коришћени четири клипна радијална ваздухом хлађена мотора са осамнаест цилиндара (дупла звезда са по 9 цилиндара) Pratt & Whitney R-2800-CB17 Double Wasp снаге - 2,500 hp (1,890 kW) сваки. На вратилу мотора се налазила Hamilton-ова трокрака или четворокрака метална елиса са променљивим кораком.
Стајни трап му је трицикл, предња нога се увлачи у кљун авиона а главне ноге стајног трапа са удвојеним точкови се увлаче у празан простор гондола мотора који се налазе ближе трупу авиона. Стајни трап са предњом ногом омогућава бољу прегледност пилоту у фази полетања.

### Варијанте авиона Даглас
Мада има преко 12 различитих варијанти овог авиона, четири су основне и то:
- DC-6 - основни тип авиона са највећим долетом и укупном тежином,
- DC-6А - тип авиона намењен за превоз терета има уграђена велика карго врата,
- DC-6B - тип авиона намењен за превоз путника, произведено је 287 примерака у периоду од 1947. до 1958. године,
- DC-6C - тип авиона намењен за превоз терета и путника, „комби“ (део кабине има седишта а други део је намењем за превоз терета),
- C-118 Liftmaster - војна верзија авиона Даглас DC-6,
- R6D - војна верзија авиона Даглас DC-6 прављен за морнарицу САД.

## Оперативно коришћење

### Коришћење у свету
Војна варијанта авиона Даглас DC-6 (C-118) је коришћен у току Корејског рата и за те потребе је произведено 167 примерака, након рата многи од ових авиона су прерађени у путничке. Авион председника Трумана је такође био авион C-118 који је носио име „Независност“.
Путничку варијанту авиона Даглас DC-6B је користило близу 100 авио-компанија у свету. Овим авионом је ПанАм 1952. године отвори своју прву прекоокеанску редовну путничку линију.

### Коришћење у Југославији
Југославија је за потреба Председника републике купила 1958. године два авиона Даглас DC-6B. То су била два послења авиона овог типа који су произведени и испоручени октобра 1958. године. Један од тих авиона је регистрован цивилном ознаком YU-AFB уступљен ЈАТ-у на коришћење стим када је потребно Председнику републике и Влади СФРЈ, авион лети за њихове потребе. Тако је већ од 14. до 19. новембра 1959. године Тито тим авионом путовао у посету Индији са мешовитом посадом (војна и јатова).
Овај авион је у ЈАТ-у коришћен за појачање својих међународних линија, а коришћен је и као чартер за летове преко Атлантика, што је омогућило добру припрему ЈАТ-ових посада и комерцијале за увођење међународних интерконтиненталних линија. Авион Даглас DC-6B регистрације YU-AFB је значајан у развоју југословенског ваздухопловства због тога што је то био први југословенски интерконтинентални путнички авион, а у ЈАТ-у коришћен до 1964. године када је враћен Влади СФРЈ.
Друга југословенка авио-компанија Адрија Авиопромет је 1961. изнајмила два авиона Даглас DC-6B, а 1964 набавила је још два авиона овог типа. Ови авиони су летели све до 1969. године, када су замењени новим авионима Даглас DC-9.

## Земље које су користиле овај авион
| - Аргентина - Аустралија - Белгија - Боливија - Бразил - Канада - Чиле - Данска - Република Кина - Колумбија - Доминиканска Република - Еквадор - Египат - Ел Салвадор - Етиопија - Финска - Француска - Немачка | - Грчка - Гватемала - Хаити - Хондурас - Индија - Иран - Исланд - Италија - Јапан - Јордан - Јужна Кореја - Либан - Малта - Мексико - Мозамбик - Никарагва - Нигерија - Нови Зеланд | - Вијетнам - Норвешка - Холандија - Панама - Перу - Филипини - Португалија - Саудијска Арабија - Сингапур - Шпанија - Шведска - Швајцарска - Тајланд - Уједињено Краљевство - САД - Јемен - Југославија - Замбија |